# Schwarzensee (Zeller Bach)
Der Schwarzensee ist ein Kleinsee im Zeller Wald. Er liegt fast zwei Kilometer südsüdöstlich des Südrandes von Dietramszell im oberbayerischen Landkreis Bad Tölz-Wolfratshausen ringsum von Wald umschlossen und ist nur weglos zu erreichen. Der See entwässert über einen namenlosen Bach, der über den Tränklbach zwischen den Dörfern Ober- und Untermühlthal von Dietramszell dem Zeller Bach zufließt.